# 워드마크
워드마크(wordmark)는 식별 및 브랜딩을 위해 사용되는 제품, 서비스, 회사, 조직 또는 기관의 이름에 대한 텍스트 전용 표현이다. 워드마크는 실제 단어(예: Apple), 단어처럼 읽히는 가상의 용어(예: iPhone), 또는 약어, 두문자어, 또는 일련의 문자(예: IBM)일 수 있다. 일부 관할 지역에서는 워드마크가 상표로 등록되어 법적 구별력과 잠재적으로 추가적인 예술적 표현 보호를 받을 수 있다.

## 로고와의 비교

### 회사
워드마크와 로고는 브랜드 마크의 가장 일반적인 두 가지 유형이다.
워드마크 로고(문자 마크 또는 문자 마크 로고라고도 함)는 워드마크의 한 유형이 아니라 로고의 한 유형으로, 다른 그래픽 요소 없이 특정 스타일(예: 서체 또는 색상)로 설정된 텍스트로만 구성된다. 예를 들어, 소니 로고는 특정 서체로 대문자로만 이름이 포함되어 있다. 디즈니 로고와 같은 일부 경우에는 맞춤형 또는 독점 서체가 사용된다.

### 도시
워드마크는 브랜드 및 회사에 사용되는 것과 유사하게 도시의 식별자로서 효과적으로 기능할 수 있다. 도시 이름의 독특한 타이포그래피 표현은 도시의 정체성을 확립하고 지역 사회의 자부심을 조성하는 데 도움이 될 수 있다. 이러한 워드마크는 도시의 특성, 문화 및 역사를 반영하여 주민과 방문객에게 더 잘 인식될 수 있도록 한다. 간판, 홍보 자료 또는 공공 장소와 같은 다양한 맥락에서 활용되어 통일된 도시 정체성에 기여할 수 있다. 전반적으로 도시 워드마크는 특정 의제를 노골적으로 홍보하지 않으면서 가시성을 높이고 장소감을 조성하는 간단한 방법을 제공한다.

### 국가

캐나다 정부 워드마크

국가 또한 국가 브랜드 전략의 중요한 구성 요소로 워드마크를 사용한다. 국가 이름의 이러한 텍스트 기반 표현은 특정 인식을 불러일으키고 국제 무대에서 통일된 국가 정체성을 홍보하기 위해 고안된다.
예를 들어, 국가는 관광 캠페인, 공식 정부 통신 또는 국제 무역 이니셔티브에서 독특한 워드마크를 사용하여 자신을 차별화하고 혁신, 문화적 풍부함 또는 안정성과 같은 속성을 전달할 수 있다.
국가 워드마크의 디자인(서체 처리, 자간 및 색상 팔레트 포함)은 대상 고객의 공감을 얻고 국가의 전략적 목표에 부합하도록 신중하게 고려된다.
이러한 워드마크는 기업 상표와 마찬가지로 공식적으로 등록 및 보호될 수 있으며, 무단 사용을 방지하고 국가 브랜드의 무결성을 유지한다.

## 상표 등록
미국 및 유럽 연합과 같은 많은 관할 지역에서, 적격 워드마크는 상표로 등록되어 보호되는 지식 재산권이 될 수 있다.
이름 및 로고와 달리, 상표 등록된 워드마크는 일반적으로 대소문자를 구분하지 않으며 소유자가 항상 특정 방식으로 대소문자를 사용하더라도 미국특허청과 같은 상표 등록 기관에서 대문자로 기재된다. 이는 워드마크가 어떻게 표현되든 상표권자에게 권리를 부여한다.
미국에서는 그래픽 표현이 아닌 텍스트만을 지칭한다.

## 저작권 등록
대부분의 경우 워드마크는 독창성의 역치에 도달하지 못하므로 저작권 등록이 불가능하다.

## 내용주
1. ↑  루이비통의 워드마크 사용은 회사 정책에 의해 규제된다.[2]

## 더 읽어보기
- Wheeler, Alina. Designing Brand Identity: A Complete Guide to Creating, Building, and Maintaining Strong Brands. Wiley: 2006. ISBN 978-0-471-74684-3.